# سي فيس باسم، بارا بيلوم

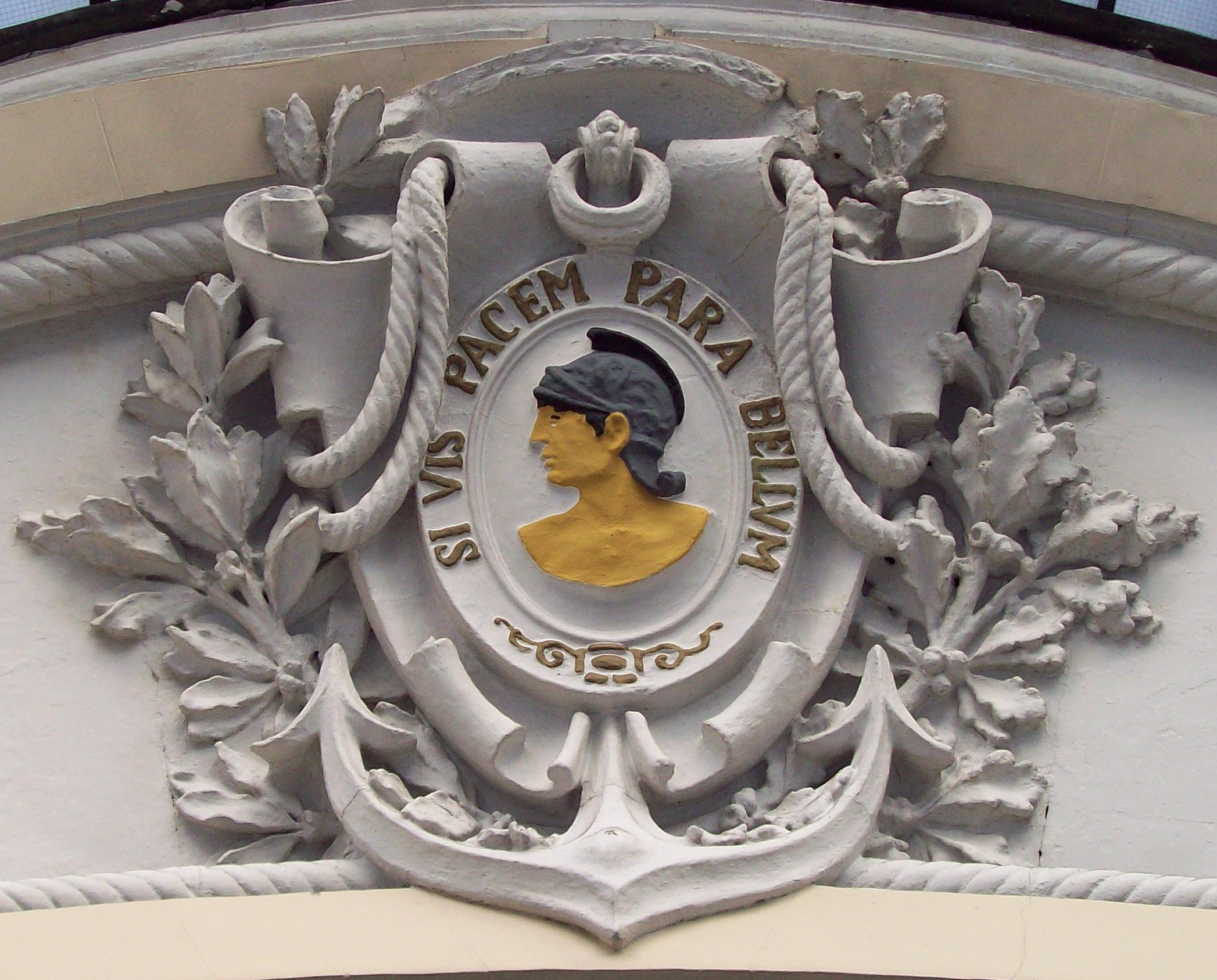

سي فيس باسم، بارا بيلوم (باللاتينية: Si vis pacem, para bellum) قول مأثور باللاتينية ومعناه «إذا أردت السلم، فاستعد للحرب» وينسب خطأً إلى يوليوس قيصر. جزء من هذه العبارة أصبح مصطلح شعبي في عالم الأسلحة وتعطي اسمها لمقياس يستخدم على نطاق واسع من قبل قوات الأمن في العديد من البلدان، وهي شعار البحرية الملكية البريطانية.